# Resine (rivista)
Resine (sottotitolo: "Quaderni liguri di cultura") è stata una rivista letteraria ligure, che con i suoi 43 anni di vita viene considerata la seconda più longeva della Liguria e una delle più longeve d'Italia.

## Storia

### Diogene
La rivista Diogene fu fondata nel 1959 da Adriano Guerrini e Gian Luigi Falabrino come rivista letteraria e filosofica genovese.
I fondatori e direttori erano due giovani alla ricerca di una letteratura nuova (siamo nel momento della crisi del neorealismo) con due idee di fondo: da un lato l'intenzione di superare la separazione fra intellettuali e popolo, ma dall'altro il rifiuto del marxismo, accusato di non essere "umanistico". Il modello nazionale cui guardavano era perciò quello de Il Mondo di Mario Pannunzio, ispirato ad un socialismo liberale.
Il primo biennio di Diogene fu dominato dalla figura di Guerrini ed ebbe carattere soprattutto letterario. Fra i collaboratori figuravano alcuni "grandi vecchi" della letteratura italiana come Manara Valgimigli, Diego Valeri, Camillo Sbarbaro, Vittorio G. Rossi; fra i giovani bisogna ricordare le scrittrici liguri Milena Milani, Gina Lagorio, Minnie Alzona, Beatrice Solinas Donghi e Camilla Salvago Raggi.
A partire dal 1961 Falabrino, che nel frattempo era diventato un pubblicitario milanese, dedicò spazio al nesso fra cultura e mezzi di comunicazione di massa, in particolare con due numeri unici su "Cultura e realtà" e "Le arti e l'industria". Si allargò anche lo spazio dedicato al teatro, al cinema, alle arti visive.
La nascita della Neoavanguardia spiazzò la redazione della rivista ed in particolare Guerrini si accanì nella critica a questo nuovo movimento.
Fra i collaboratori del periodo bisogna citare Giorgio Barberi Squarotti, Domenico Astengo e Vico Faggi.
Nel 1967 la rivista si trasferì a Milano, fu stampata su carta patinata e comparvero le fotografie, ciò si accompagnò ad una maggiore presenza di articoli di arte e spettacolo. Ma evidenziò la spaccatura fra Guerrini, ormai "apocalittico" riguardo alla modernità, e Falabrino che di quella modernità faceva parte integrante. Dopo il congedo di quest'ultimo nel 1968, la rivista chiuse.

### La prima serie diResine
Dopo il fallimento di altre testate culturali liguri, come "Il rigamatta" e "Proposte", Adriano Guerrini provò di nuovo a fondare una rivista letteraria, coinvolgendo Astengo e Faggi, provenienti dal Diogene, ma anche altri intellettuali come Franco Matacotta.
Così nel 1972 nacque il trimestrale Resine: il titolo era un evidente omaggio a Sbarbaro.
In quegli anni Guerrini aveva approfondito la sua polemica contro l'industria editoriale e la standardizzazione della cultura, da un lato, ma anche contro le avanguardie che, nate come reazione alla massificazione, finivano per diventare autoreferenziali e incomprensibili ai non-iniziati. Perciò Resine si proponeva di essere uno spazio dove continuare a testimoniare l'appartenenza a una cultura che si sentiva marginalizzata e si indirizzava a tutte le persone colte e non solo agli iniziati.
La rivista proponeva una poesia che fosse antiretorica e aderente al vero, scritta da persone appartate e discrete, che accettassero la fine dei valori e delle ideologie, ma anche riconoscessero la ricchezza di sentimenti che continua a vivere sotto la disperazione e l'incomunicabilità: un'avanguardia artistica, insomma, che non si risolvesse nella decomposizione, ma esprimesse ciò che resiste in un mondo nichilista.
Fra i collaboratori di questa prima serie si annoveravano molti esponenti dell'Università di Genova, da Corrado Maltese a Umberto Albini, da Angelo Marchese a Lorenzo Coveri, da Vittorio Coletti a Giorgio Bertone, a Luigi Surdich.

### La seconda serie diResine
Nell'intervallo che separò la prima dalla seconda serie di Resine, fra il giugno 1978 e il luglio-agosto-settembre 1979, Guerrini trovò un nuovo editore, Sabatelli di Savona.
Nel 1986 morì Guerrini e animatore della rivista divenne Vico Faggi, peraltro circondato da appassionati redattori come Silvio Riolfo Marengo, Adriano Sansa, Guido Zavanone, Luigi Fenga, Pier Luigi Ferro, Giuliana Rovetta, Stefano Verdino. In questo periodo la rivista assunse un carattere maggiormente antologico, senza una linea editoriale precisa.
Fra i nuovi collaboratori della seconda serie si possono ricordare Giuliano Manacorda, Giorgio Caproni, Carlo Bo, Giovanni Giudici, Elvio Guagnini, Elio Gioanola, Mario Rossello, Giovanni Meriana, Giorgio Calcagno.
Nel 2009 al posto di Sabatelli, divenne editrice della rivista la neonata "Associazione culturale Resine", e cambiò il disegno della testata. 
Nel 2010 morì Vico Faggi.
L'ultimo numero di Resine è uscito nel 2015.